# Cellule de la thèque interne
La thèque interne (du grec thêquê, boîte) est une enveloppe du follicule ovarien formée de cellules d'aspect épithélioïde ; elle est bien vascularisée et sécrète en permanence des androgènes (la testostérone et la delta-4 androstènedione). La delta-4 androstènedione est ensuite transformée en œstrogènes par une enzyme, l'aromatase.
C'est durant la première phase du cycle (phase pré-ovulatoire) que des cellules du stroma ovarien se multiplient et s'organisent en périphérie de la granulosa, dont elles restent séparées par une lame basale, la membrane de Slavjanski, pour constituer la thèque interne (en).